# Lysandra gaillardi
Lysandra gaillardi is een vlinder uit de familie van de Lycaenidae. De wetenschappelijke naam van de soort is voor het eerst geldig gepubliceerd in 1955 door Beuret.